# Radu Grigorovici

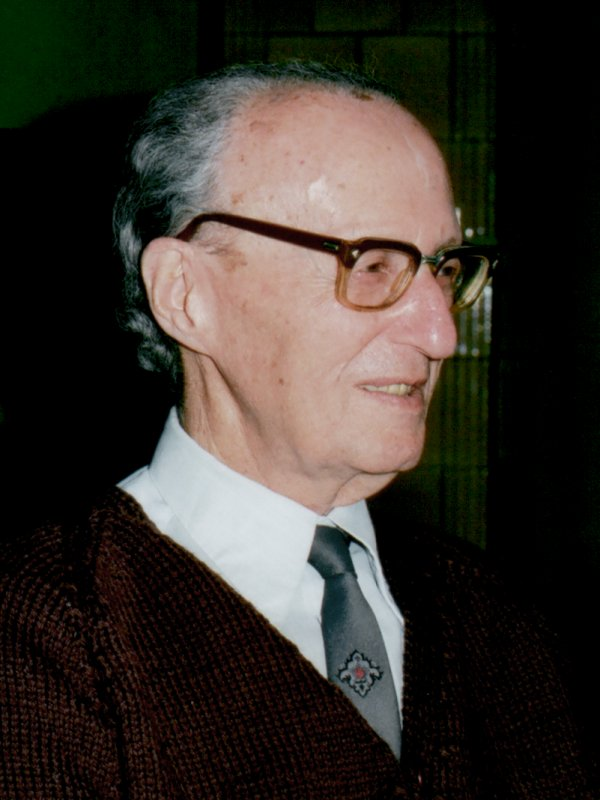
Radu Grigorovici (1993)

Radu Grigorovici (* 20. November 1911 in Czernowitz, Bukowina; † 2. August 2008 in Bukarest, Rumänien) war ein rumänischer Physiker und ehemaliger stellvertretender Vorsitzender der Rumänischen Akademie.
Grigorovici, geboren in der damaligen Hauptstadt der k.u.k.-Provinz Bukowina, war der Sohn von Gheorghe Grigorovici und der austromarxistischen Theoretikerin Tatiana Grigorovici (geb. Pistermann). Er studierte Physik und Chemie und promovierte im Jahr 1938. Er wird zu den Begründern der modernen rumänischen Physik gezählt.